# Hans-Dieter Ahlert

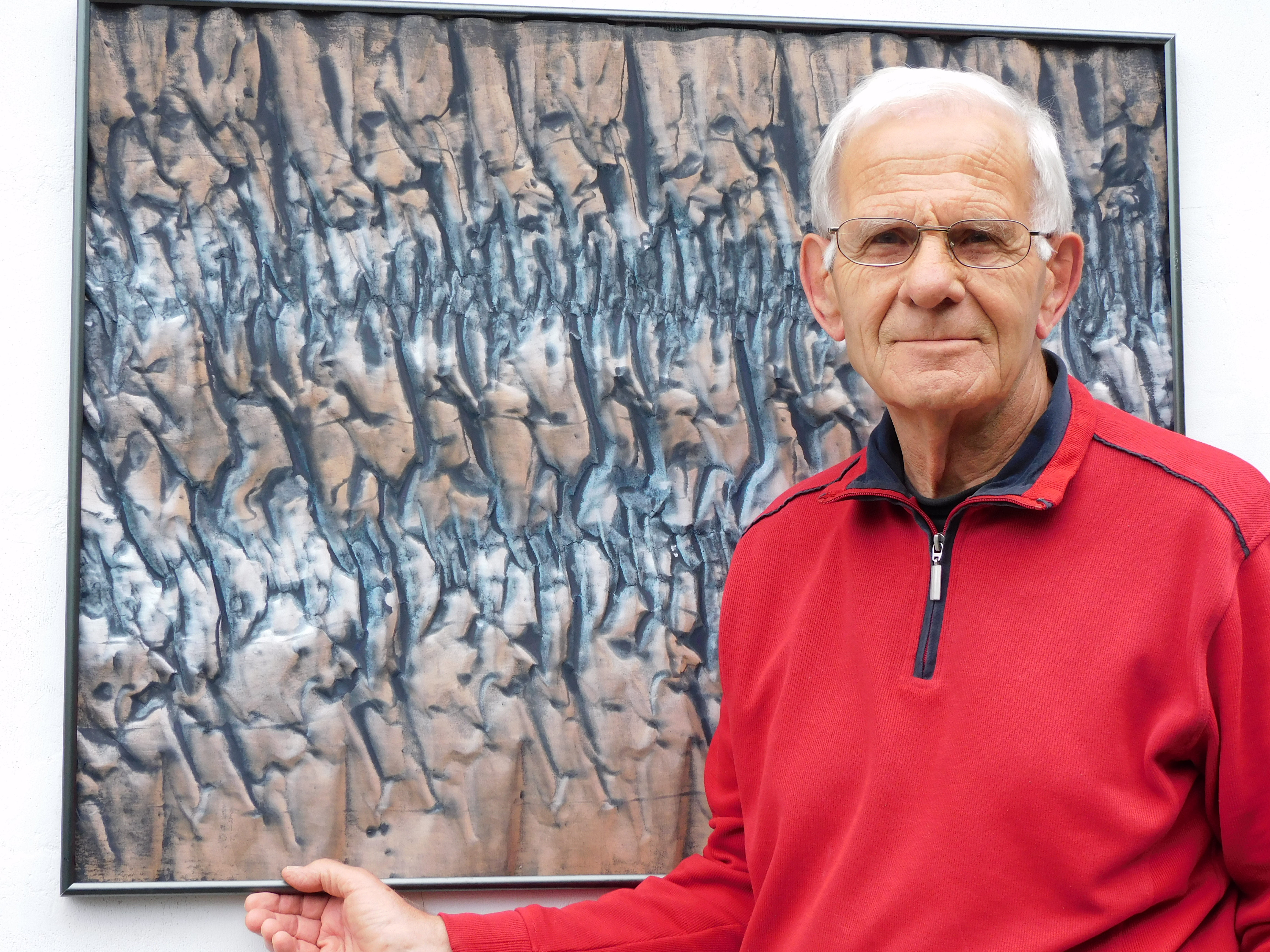
Hans-Dieter Ahlert

Hans-Dieter Ahlert (* 3. Februar 1941 in Troisdorf) ist ein zeitgenössischer, deutscher Maler und Objektkünstler. Er lebt und arbeitet in Herzogenrath.

## Leben
Bis 1954 lebte die Familie von Hans-Dieter Ahlert in Troisdorf und zog dann nach Düsseldorf um. In seiner Jugend waren Malen und Zeichnen eine seiner Lieblingsbeschäftigungen. Sein starkes Interesse an der Kunst führte ihn zu zahlreichen Besuchen der städtischen Kunstmuseen. Dort lernte er die Maler der Düsseldorfer Malerschule ebenso schätzen wie die Impressionisten. Nach dem Abitur entschied sich Ahlert 1961 zunächst für ein Studium des Bauingenieurwesens an der RWTH Aachen, das er als diplomierter Bauingenieur 1967 abschloss. Im Rahmen des Studiengangs für Architekten und Bauingenieure wurde Ahlert auch im Freihandzeichnen unterrichtet. Einige in diesem Zusammenhang entstandene Zeichnungen wurden in der RWTH ausgestellt. Nach Abschluss des Studiums war Ahlert bis 2004 als Bauingenieur in dem Bereich Wasserwirtschaft / Umweltschutz  tätig.
Ahlert ist Mitglied im Bundesverband Bildender Künstlerinnen und Künstler, BBK Aachen/Euregio e.V.

## Werk

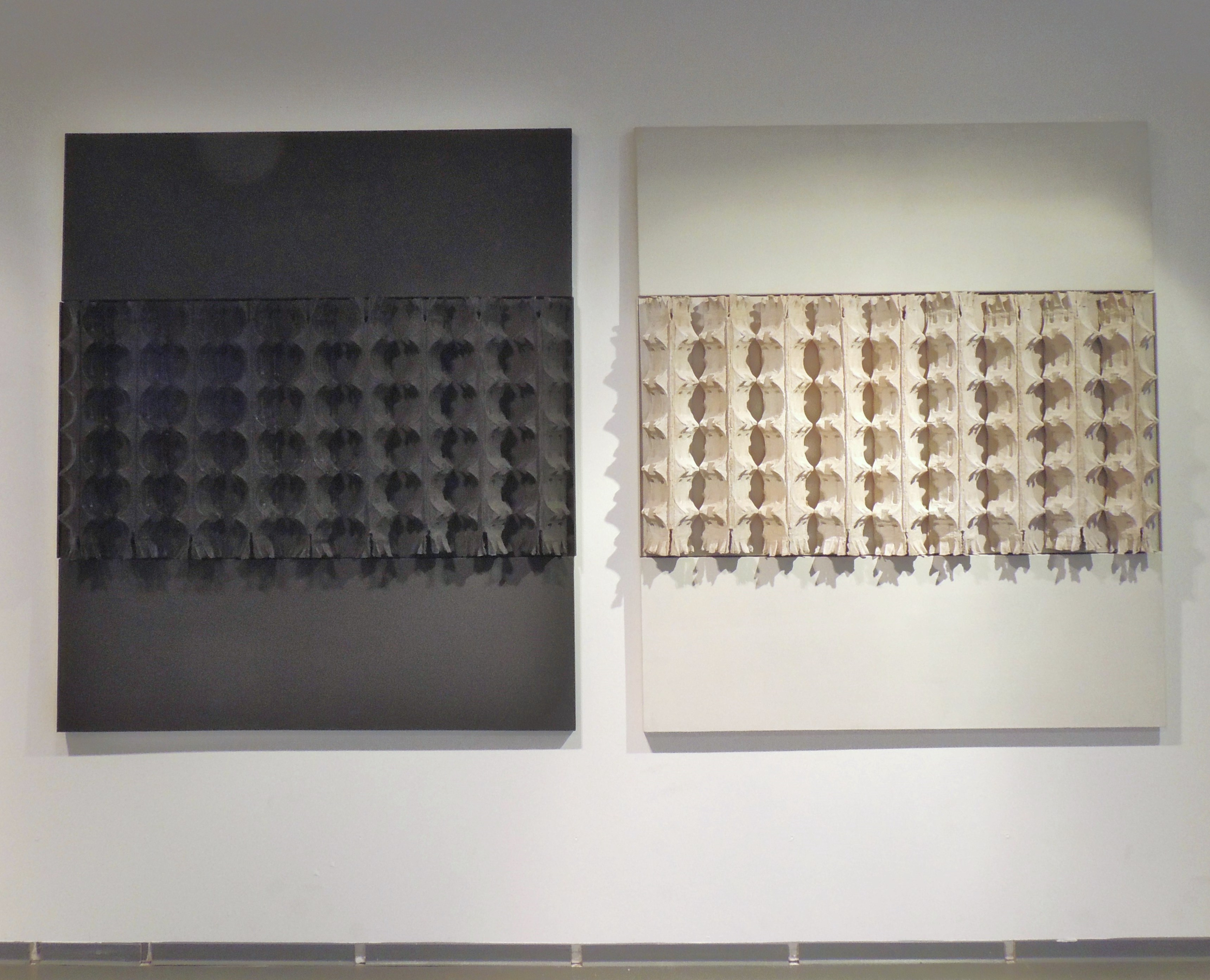
Hans-Dieter Ahlert, Die Säulen der Erde, Assemblage, je 150 x175 cm, 2020

Ahlert hat sich seit seiner Jugend bis heute in der Malerei und modernen Kunstgestaltung autodidaktisch aus- und weitergebildet. Im Jahr 1981 begann er sich wieder intensiver seiner Passion Kunst zu widmen und startete eine bis heute andauernde künstlerische Tätigkeit. So entstanden bis 1995 Landschaftsmotive, Porträts, Aktzeichnungen und figurative Kompositionen in Pastell, Aquarell, Gouache und Öl.
Ab 1996 erstellte er verstärkt großformatige, vornehmlich abstrakte Kompositionen in Mischtechniken. Die in einer mehrschichtigen Grattagetechnik aufgebauten Werke erhalten häufig  eine Unter- bzw. Übermalung in Airbrush-Technik. Als Bildträger nutzte er dabei Spanplatten, Graupappe, Papier und Leinwand. Natürlichen Formen und Strukturen, dem Raumerlebnis, dem Verhältnis von Licht und Schatten galt und gilt vornehmlich das Interesse Ahlerts in seinen Arbeiten. Aus dieser Vorliebe entstanden sowohl zarte, wie auch sehr kraftvolle und spannende Kompositionen. Die in einer gestischen, dem Informel nahestehenden Malweise entstandenen Werke vermitteln nach einer grafischen Überarbeitung und wegen ihres Detailreichtums oft einen fotorealistischen Eindruck und wurden von Ahlert häufig thematisch interpretiert. Raum und Licht spielen dabei ebenso eine Rolle wie geschichtliche Themen.

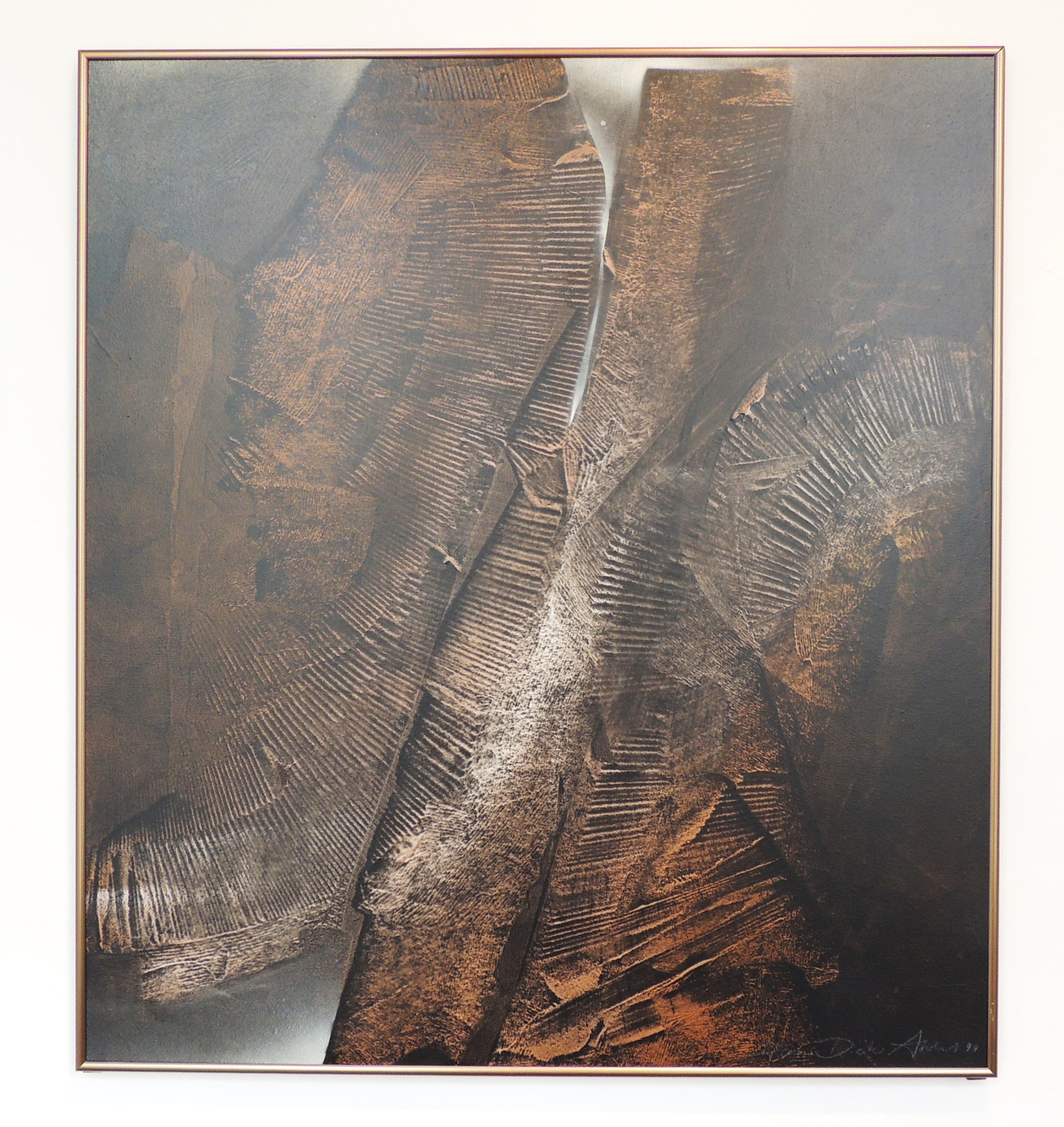
Hans-Dieter Ahlert, o.T., Mischtechnik, 90 × 100 cm, 2020

Mit dem Jahr 2012 trat seine architektonische Ausbildung in seiner Kunstgestaltung in den Vordergrund. Als Gestaltungsmittel dienten Ahlert Assemblagen und verformte, in Grattage-Technik übermalte Papiere, in denen konstruktive Überlegungen zu reliefartigen Bildkompositionen, Raumobjekten führten. Dabei verhalfen ihm industriell gefertigte Materialien wie Verpackungsmaterial und Konstruktionsleisten Räumlichkeiten zu erzeugen sowie besondere Licht-Schatten-Wirkungen hervorzurufen. Dies führte zu einer ausgesprochenen Dreidimensionalität in seinen Arbeiten.

## Ausstellungen
Hans-Dieter Ahlert verweist auf eine umfangreiche Ausstellungstätigkeit in Museen, bei Kulturvereinen und Galerien mit Einzelausstellungen und Ausstellungsbeteiligungen sowohl im Inland als auch im Ausland (Belgien, Niederlande, Spanien und USA). Werke befinden sich in öffentlichen Einrichtungen und Sammlungen.

### Einzelausstellungen ab 1996
- 1996 Zeitzeichen, im Maison Blanche, Lontzen, Belgien
- 1997 Pfarrkirche in Stockheim, Kreuzau
- 1997 Trilobit & Co, Kreismuseum, Geilenkirchen
- 1997 EP-Galerie in Düsseldorf
- 1998 Galerie Kunststück, Linnich
- 1999 Metamorphosen, Komm-Zentrum, Düren
- 1999 Metamorphosen, Künstlerforum Schloss Zweibrüggen, Übach-Palenberg
- 1999 Schloss Elbroich, Düsseldorf
- 2000 Forum für Kunst und Kultur, Herzogenrath
- 2002 Arthotel, Aachen
- 2003 Volks- und Raiffeisenbank, Roetgen
- 2003 Positionen, Künstlerforum Schloss Zweibrüggen, Übach-Palenberg
- 2004 Galerie An der Roetgentherme, Roetgen, Ausstellung: Hans-Dieter Ahlert zeigt Gemälde und Zeichnungen[2]
- 2004 Museum del Castell de Benedormiens, Platja d´Aro, Girona, Spanien
- 2004 Lendfers, Maastricht, Niederlande
- 2004 Kulturzentrum Premià de Dalt, Barcelona, Spanien
- 2006 Museum Kopermolen, Vaals, Niederlande
- 2007 Galerie Hexagone, Aachen
- 2008 Eröffnungsausstellung Praxisklinik Remscheid
- 2008 Arthotel Superior, Aachen
- 2009 BBK-Galerie, Aachen
- 2010 Tüschenbroicher Mühle, Wegberg
- 2010 Rathaus Kerkrade, Niederlande
- 2011 Begegnungen, Künstlerforum Schloss Zweibrüggen,  Übach-Palenberg
- 2016 Von der Fläche zum Raum, Forum für Kunst und Kultur, Herzogenrath[3]
- 2017 Ausstellung Raum – Linie – Licht, Kulturwerk Aachen[4]
- 2018 Fläche trifft Volumen, Eschweiler Kunstverein[5]
- 2019 Künstler-Forum Schloss Zweibrüggen, Übach-Palenberg, Ausstellung: Ahlert - Albertz[6]
- 2020 Schaffrathhaus Alsdorf, Ausstellung Dialog[7]

### Ausstellungsbeteiligungen ab 1996
- Mehrfache bzw. regelmäßige Ausstellungsbeteiligungen beim Forum für Kunst und Kultur, Herzogenrath
- Künstlerforum Schloss Zweibrüggen, Übach-Palenberg
- Kunsttransfer Sparkasse Heinsberg
- BBK-Jahresausstellung und Sonderausstellungen
- IKP Jahresausstellung, Niederlande
- EVBK - Ausstellung (international, juriert), Prüm
- Galerien in Köln, Aachen, Düsseldorf, Linnich, Prüm, Worpswede
- Museum Castell de Benedormiens, Platja d´Aro, Gerona, Spanien
- EU-ART, Mary Brogan Museum of Arts and Science, Tallahassee USA
- EU-ART, Miami, Messebeteiligung, USA
- EVBK - Ausstellung im SWR-Studio, Trier

## Werke in öffentlichen Sammlungen
- Fons d´ Art del Castell de Benedormiens, Platja d´Aro, Girona, Spanien
- Staatspräsidium des Landes Rumänien, Bukarest, Rumänien

## Ehrungen
- 2020/2021 Verleihung des Kaiser-Lothar-Preises der Stadt Prüm[8]